# Yeronisos
Die Insel Yeronisos (griechisch Γερόνησος; auch Geronisos, Nisis Geronisos, türkisch Yeroniso Adası genannt), auch die „Heilige Insel“ oder „die Insel jenseits der Insel“, ist eine nur 12.000 Quadratmeter große, langgestreckte Kalksteininsel auf dem Gemeindegebiet von Pegia nahe der Halbinsel Akamas im Bezirk Paphos vor Zypern. 
Die Insel liegt 280 m vom Land entfernt in der Nähe des Hafens von Agios Georgios Pegeia und rund 17 km nördlich von Paphos, das während der hellenistischen Zeit die Hauptstadt Zyperns war. Die Klippen ragen rund 21 Meter aus dem Meer. Eine Ausgrabung auf Yeronisos im Jahr 1982 erbrachte umfangreiche archäologische Überreste, was zur Enteignung der Insel und zur Sicherstellung als Ressource für das kulturelle Erbe Zyperns führte.
Die Insel, auf der seit 1990 unter der Leitung von Joan Breton Connelly ausgegraben wird, hatte eine chalkolithische (3100 v. Chr.) und in späthellenistischer Zeit unter der Herrschaft von Ptolemaios XII. (80–51 v. Chr.) und der Königin Kleopatra (51–30 v. Chr.) eine ptolemäische Besiedlungsphase. Glas, Inschriften, Keramik, Münzen und architektonische Überreste belegen, dass Yeronisos ein ptolemäischer Vorposten Ägyptens war. Ein Erdbeben scheint die Bauten auf der Insel während des späten 1. Jahrhunderts v. Chr. oder frühen 1. Jahrhunderts n. Chr. zerstört zu haben. Sie blieb bis zum 6. Jahrhundert verlassen.
Die unbewohnte Insel dient als Brutplatz für Zugvögel, darunter Dohlen, Felsentauben, Mauersegler und Silbermöwen.